# Dentaa
Akosua Dentaa Amoateng MBE (sinh 1983), nổi tiếng bởi bà nghệ danh Dentaa, là một doanh nhân, nữ diễn viên, người dẫn chương trình truyền hình, ca sĩ, nhà sản xuất và quản lý người Ghana gốc Anh từng đoạt giải thưởng. Bà đã được trao một MBE trong Nữ hoàng; Danh hiệu sinh nhật năm 2016 của Elizabeth II, một năm sau đó vào năm 2017, bà đã nhận được Giải thưởng Nhân đạo của Giải thưởng Hòa bình Ghana tại Accra, Ghana.
Là một nữ diễn viên, bà đã xuất hiện trên các chương trình truyền hình của Anh bao gồm EastEnders và Holby City, trước khi chuyển sang thuyết trình, dẫn chương trình truyền hình trên truyền hình Anh và Ghanaian bao gồm The Dentaa Show và cuộc thi âm nhạc truyền hình thực tế Mentor IV. Bà cũng có một thời gian ngắn làm ca sĩ, phát hành album phúc âm vào năm 2005, "Wu Ye Nyame".
Dentaa là người ủng hộ cộng đồng Ghana tại Vương quốc Anh và năm 2017, bà được đưa vào danh sách 100 doanh nhân nữ xuất sắc nhất Ghana vì sự ủng hộ của bà bởi Mạng lưới doanh nhân châu Phi. Năm 2009, bà thành lập Giải thưởng GUBA (Thành tựu dựa trên Vương quốc Anh), công nhận thành tựu của các cá nhân và tổ chức "đóng góp tích cực cho cộng đồng Ghana tại Vương quốc Anh hoặc Ghana". Năm 2011, bà được vinh danh trong Giải thưởng Tương lai 100 với tư cách là "Doanh nhân xã hội trẻ" của năm vì đã làm việc với GUBA.
Vào tháng 6 năm 2013, Dentaa được công bố là người chiến thắng Giải thưởng Phụ nữ châu Phi (AWE) hàng năm, vì công việc của bà trong việc quảng bá thành tích của Ghana ở Anh và cho công việc từ thiện của cô. Các nhà tổ chức mô tả bà như một "biểu tượng và hình mẫu cho tất cả phụ nữ châu Phi sống và làm việc ở châu Âu".
Dentaa hiện có trụ sở tại London, Anh.

## Những năm đầu
Dentaa sinh ra ở Juaso, thuộc vùng Ashanti của Ghana, nhưng đã cùng gia đình chuyển đến Anh khi mới 5 tuổi. Từ nhỏ bà đã thích biểu diễn trong các vở kịch của trường và các chương trình tài năng. Bà đã lấy bằng GCSE tại Trường Walthamstow dành cho nữ và trình độ A (Nghiên cứu truyền thông, Xã hội học và Nghệ thuật biểu diễn) tại trường Cao đẳng hình thức thứ sáu Leyton. Bà tiếp tục học lấy bằng điều dưỡng nhi tại Đại học mới Buckinghamshire.

## Công việc âm nhạc và truyền hình
Từ cuối những năm 1990 đến đầu những năm 2000, Dentaa xuất hiện trên các bộ phim truyền hình của Anh bao gồm EastEnders, Holby City, Thẩm phán John Deed, Run Baby Run và Prime Suspect.
Vào năm 2005, bà đã phát hành một album phúc âm mang tên "Wu Ye Nyame", thông qua chương trình khuyến mãi Alordia và sản xuất âm nhạc Goodies. Album đã nhận được phát sóng trên các đài phát thanh ở Ghana và Dentaa hỗ trợ phát hành với một tour diễn toàn cầu.

### Chương trình biểu diễn
Vào năm 2006, Dentaa đã sản xuất và giới thiệu một chương trình truyền hình mới cho kênh truyền hình dân tộc thiểu số Anh OBE (Original Black Entertainment) có tên là "The Dentaa Show". Chương trình tạp chí hợp tác dài 30 phút, phát trên Sky Channel 155, được quay trước khán giả trực tiếp và chia thành ba phân đoạn khám phá bối cảnh giải trí Ghana và châu Phi thông qua các cuộc phỏng vấn với những người nổi tiếng, đưa tin về các sự kiện giải trí và tập trung vào âm nhạc mới nhất biểu đồ video. Chương trình là chương trình giải trí được xem nhiều nhất của Ghana. và trong năm đầu tiên, đã đạt được xếp hạng cao nhất trong tổ chức đầu tiên trong 18 - 40 năm nhân khẩu học, các chương trình trò chuyện được thiết lập ngoài hiệu suất. Chương trình Dentaa đã diễn ra trong ba mùa.

### Chương trình truyền hình khác và lưu trữ xuất hiện
Dentaa đồng tổ chức Hoa hậu Ghana Vương quốc Anh vào năm 2007  và năm sau đó đã trở thành người đồng tổ chức trong loạt phim thứ tư của Mentor - Ghana tương đương với The X-Factor  - trên kênh TV3 của Ghana, cùng với Kofi Okyere Darko (còn gọi là "KOD"). Năm 2009, bà đồng tổ chức Giải thưởng Âm nhạc Ghana, biểu diễn song ca với Batman Samini, và năm 2010 đã trình bày chương trình trang điểm đầu tiên của Ghana, Darling Beauty Diaries. Tuy nhiên, bà đã không trở lại với loạt phim Mentor thứ năm vào năm 2010 khi bà đang mang thai đứa con thứ hai.
Vào tháng 8 năm 2012, thông báo rằng Dentaa sẽ trở lại TV với chương trình hàng tuần mới Dinner with Dentaa, nơi có các vị khách nổi tiếng nấu ăn cho cô.

## Giải thưởng GUBA
Ngoài phát thanh truyền hình, Dentaa được biết đến như là người sáng lập và Giám đốc điều hành của tổ chức phi lợi nhuận, Giải thưởng Thành tựu dựa trên Vương quốc Anh (GUBA) của Ghana tổ chức lễ trao giải hàng năm ở Anh công nhận sự đóng góp 'cực kỳ quan trọng' mà người Anh gốc Ghana dành cho xã hội. Dentaa thành lập giải thưởng vào năm 2009 với lễ trao giải đầu tiên diễn ra tại London, Anh vào tháng 10 năm 2010  Dentaa, người tự nhận mình là "Ghanaian tự hào", có ý tưởng thành lập giải thưởng khi bà cảm thấy rằng "không có gì ngoài đó thúc đẩy và làm phong phú di sản của tôi".
GUBA là buổi lễ đầu tiên của loại hình này công nhận cụ thể thành tựu của Ghana  và từ đó đã được các chức sắc và tổ chức bao gồm Ủy ban cao cấp Ghana tới Vương quốc Anh và Ireland, Cao ủy Anh tại Ghana, Bộ Du lịch Ghana, trước đây Thủ tướng Anh Tony Blair và vợ Cherie, Lord Paul Boateng, Diane Abbott MP và Chủ tịch FIFA Sepp Blatter.
Thành tích của Dentaa với GUBA đã được ghi nhận vào năm 2011 khi bà được công bố là một trong "Doanh nhân xã hội trẻ của năm" trong Giải thưởng Tương lai 100 hàng năm, và một lần nữa vào năm 2013 khi bà nhận được Giải thưởng Phụ nữ Châu Phi ở Châu Âu (AWE). Gần đây, Dentaa đã được đề cử cho hai hạng mục tại lễ trao giải Women4Africa hàng năm được tổ chức tại London vào tháng 5 năm 2014

## Kết nối với bóng đá chuyên nghiệp
Dentaa có một kết nối mạnh mẽ với thế giới bóng đá. Bà là Giám đốc của Ghana và cựu tiền đạo của Sunderland , Asamoah Gyan, và đóng "vai trò có ảnh hưởng" trong việc giúp đội bóng đá quốc gia Ghana, được biết đến với cái tên Ngôi sao đen, bảo vệ sự phục vụ của tiền vệ Emmanuel Frimpong của Arsenal.
Vào tháng 5 năm 2012, bà đã tổ chức ra mắt Quỹ Benigate Mwaruwari, được thành lập bởi tiền đạo đội bóng đá quốc gia Portsmouth và Zimbabwe, Benigate Mwaruwari để xây dựng một học viện bóng đá cho những thanh niên kém may mắn ở Zimbabwe. Các tháng sau, tháng 8 năm 2012, Dentaa giúp Arthur Wharton Foundation trình bày một bức tượng của Arthur Wharton - các cầu thủ bóng đá chuyên nghiệp đen đầu tiên - để FIFA Chủ tịch Sepp Blatter. Tượng Arthur Wharton Marquette hiện được trưng bày trong phòng chờ của các tổng thống tại trụ sở FIFA ở Zurich.
Việc Dentaa tại đấu trường thể thao đã được công nhận vào năm 2011, khi bà được đề cử cho năm 2011 Danh sách đen Awards - một giải thưởng chương trình trụ sở tại Anh mà thừa nhận sự đóng góp của cộng đồng da đen cho những thành tựu trên tất cả các cấp độ của bóng đá, và được hỗ trợ bởi các Hiệp hội bóng đá, Hiệp hội cầu thủ chuyên nghiệp và Tập thể truyền thông đen trong thể thao (BCOMS), trong số những người khác. Quản lý của bà về Gyan và ảnh hưởng trong việc ký kết Frimpong cho đội tuyển quốc gia Ghana là "nhân tố chính" trong đề cử của cô.